# Before the Flood (film)
Before the Flood is een Amerikaanse documentairefilm uit 2016 van Fisher Stevens en Leonardo DiCaprio.
In de film uiten verschillende prominenten en (voormalige) wereldleiders, waaronder Ban Ki-moon, Bill Clinton, Barack Obama, John Kerry, Paus Franciscus, Elon Musk en Piers Sellers, zich over klimaatverandering. Dit doen ze in conversatie met Leonardo DiCaprio, die tevens de verteller is. Op 3 september 2016 ging de film in première tijdens het Internationaal filmfestival van Toronto en op 21 oktober kwam de film in de Amerikaanse bioscopen. Op 30 oktober werd Before the Flood in Europa door National Geographic uitgezonden en tegelijkertijd door het netwerk tot en met 6 november ter beschikking gesteld via onder andere YouTube en Hulu.